# Jacki McInnes
Jacki McInnes (sinh năm 1966) là một nghệ sĩ người Nam Phi sống và làm việc tại Johannesburg. Nghệ thuật của cô thiên về phong cách đối kháng nhị nguyên: di cư so với bài ngoại, tham vọng vật chất so với nghèo đói, chiến lược sinh tồn của dân số mới đô thị hóa, và sự phức tạp liên quan đến thực tế sống của chủ nghĩa tư bản muộn. Cụ thể, công việc hiện tại tìm hiểu những mâu thuẫn vốn có trong suy nghĩ và hành vi của con người ngày nay, đặc biệt là về sự mất kết nối giữa khát vọng vật chất, chủ nghĩa tiêu dùng tràn lan, thực tiễn lãng phí và ảnh hưởng tai hại của chúng đối với hành tinh của chúng ta và tương lai cuối cùng.

## Sự nghiệp

### Giáo dục
McInnes đã nhận được BA (FA) kiêm hiệu trưởng vào năm 2001, đồng thời giành được Huy chương của Khoa Mỹ thuật UNISA trong năm đó. Cô tiếp tục hoàn thành MFA tại Trường Nghệ thuật Michaelis, Đại học Cape Town năm 2004.
Kể từ khi hoàn thành việc học, McInnes đã giành được nhiều giải thưởng và là một nghệ sĩ cư trú tại Thụy Sĩ, Brazil và Đức.

## Triển lãm

### Triển lãm cá nhân
2012: de Magnete, Phòng trưng bày của Đại học Johannesburg, Johannesburg (Triển lãm đã đến Đại học Tây Bắc và Đại học Phòng trưng bày Nhà nước Tự do.)
2008: Sải bước, Bay & Chết, Phòng trưng bày ABSA, Johannesburg
2008: Thích ứng tha hóa, Khách sạn Graskop, Graskop
2006: Các mô hình trong im lặng, Nhà tù của phụ nữ, Đồi hiến pháp, Johannesburg
2005: Từ vựng của sự mơ hồ: Dành cho cô ấy, Phòng trưng bày Gordart, Johannesburg
2004: Từ vựng của sự mơ hồ: Dành cho cô ấy, Bell-Roberts Đương đại, Cape Town
2004: Bốn triển lãm dưới một mái nhà, Phòng trưng bày mỹ thuật Artspace, Johannesburg
2002: Salt in the Wound, Phòng trưng bày AVA, Cape Town

### Triển lãm nhóm được chọn
2012: Triển lãm mùa đông, Phòng trưng bày Everard Read, Johannesburg
2011: MAP Nam Phi, Phòng trưng bày Đại học Johannesburg, Johannesburg (Danh mục).
2010: Ecotopian States, Phòng trưng bày của Đại học Johannesburg, Johannesburg (Danh mục điện tử).
2010: Triển lãm Chung kết Đương đại Spier, Tòa thị chính, Cape Town (Danh mục).
2009: Động vật đô thị, Phòng trưng bày ABSA, Johannesburg (Danh mục).
2007: Rendezvous: Điêu khắc tập trung, Morningside, Đại học Johannesburg và Potchefstroom (Catalogue).
2007: Bliss, Fried Đương đại, Pretoria.
2007: Giải thưởng Mỹ thuật Ekurhuleni, Johannesburg.
2006: Đánh giá, 34 Long Fine Art, Cape Town.
2005: Mua lại mới, 34 Mỹ thuật dài, Cape Town.
2004: iaab: Inside Out, St. Alban-Rheinweg 54, Basel, Thụy Sĩ.
2003: AidsArt / Nam Phi, Iziko: Phòng trưng bày quốc gia Nam Phi (Catalogue).
2002: Aids và Nam Phi: Biểu hiện xã hội của đại dịch, Đại học Wellesley, Massachusetts, Hoa Kỳ.
2000:! Xoe²: Tắt trang web, Nghệ thuật đương đại Bell-Roberts, Cape Town.
2000:! Xoe²: Trang web cụ thể, Nieu Bethesda và Grahamstown (Danh mục).
2000: Cuộc thi Atelier của ABSA, Triển lãm Chung kết Quốc gia, Johannesburg (Catalogue).

## Thư viện ảnh

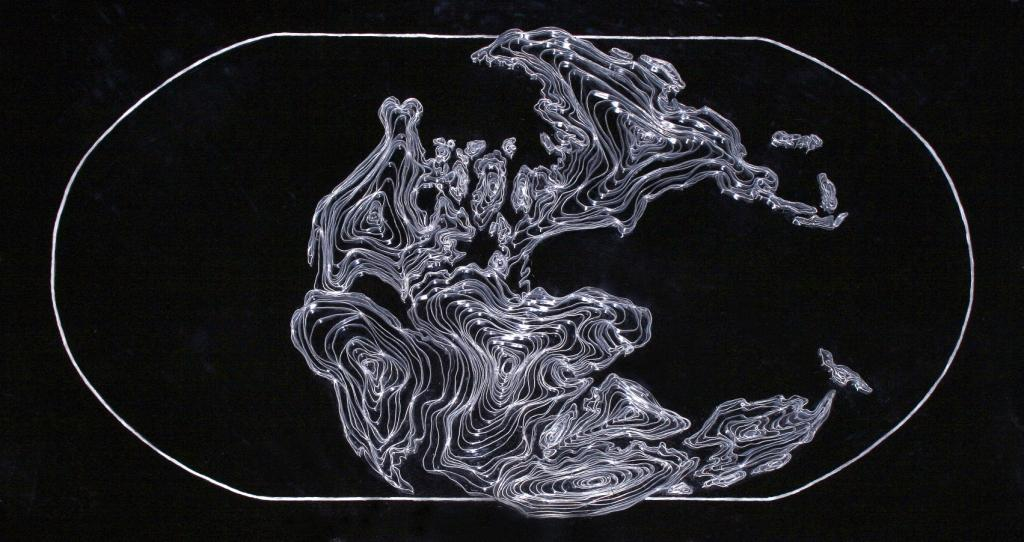
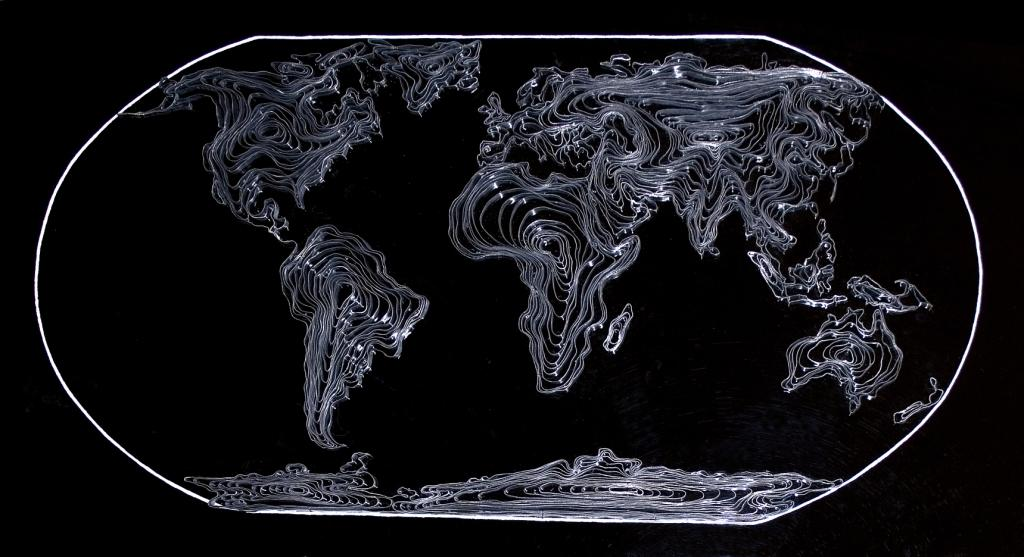
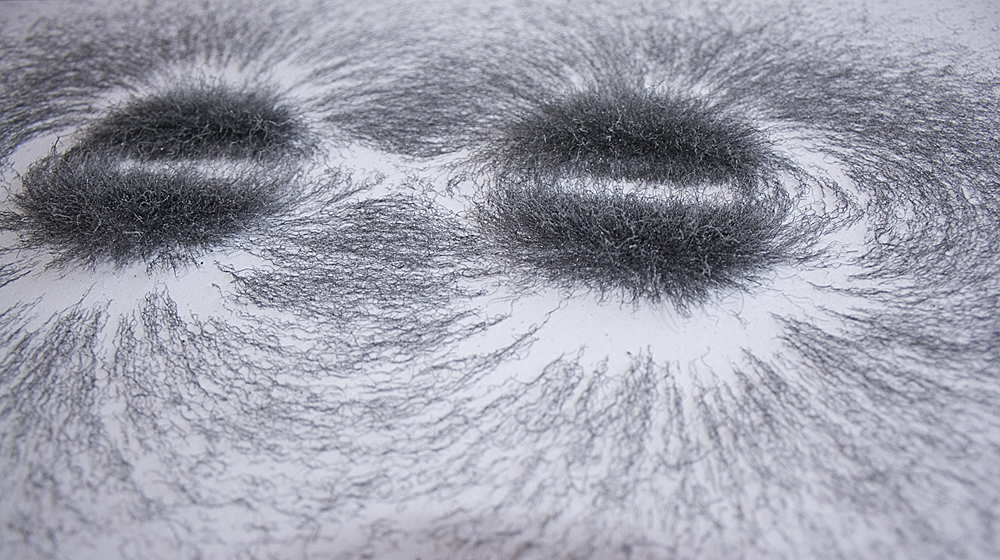
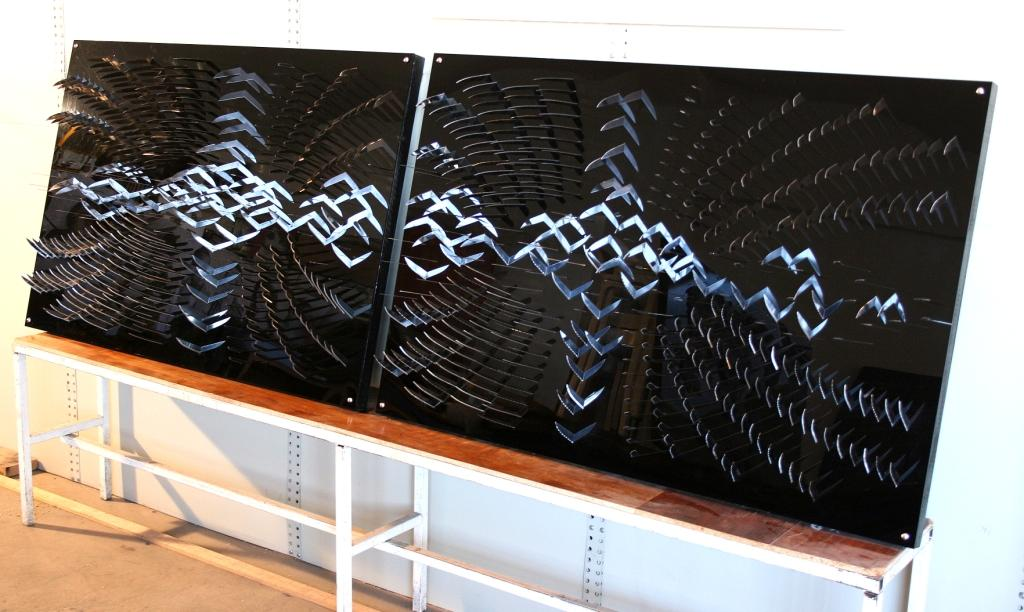
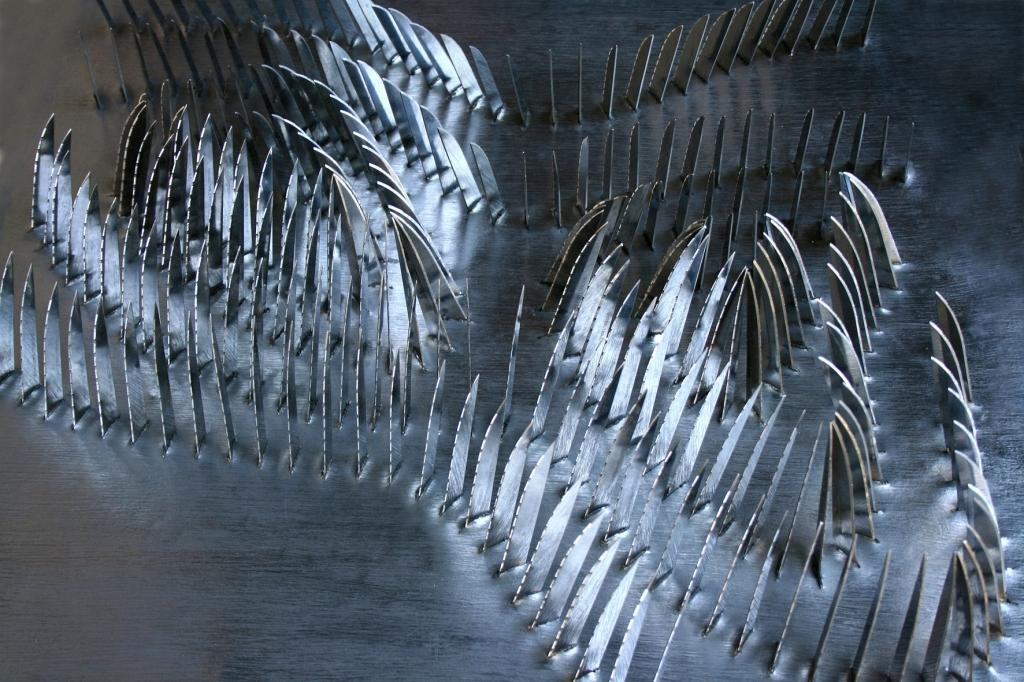
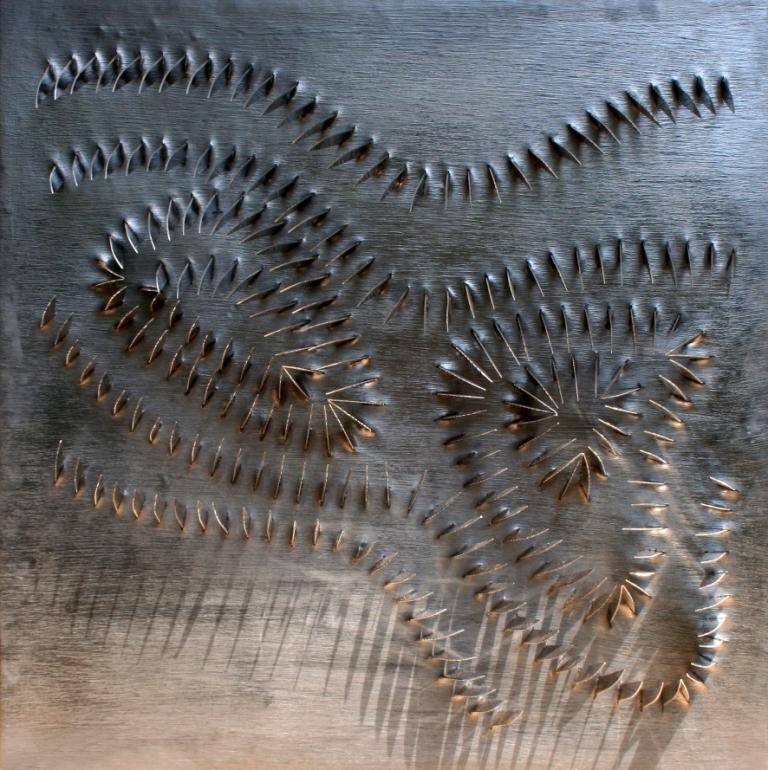
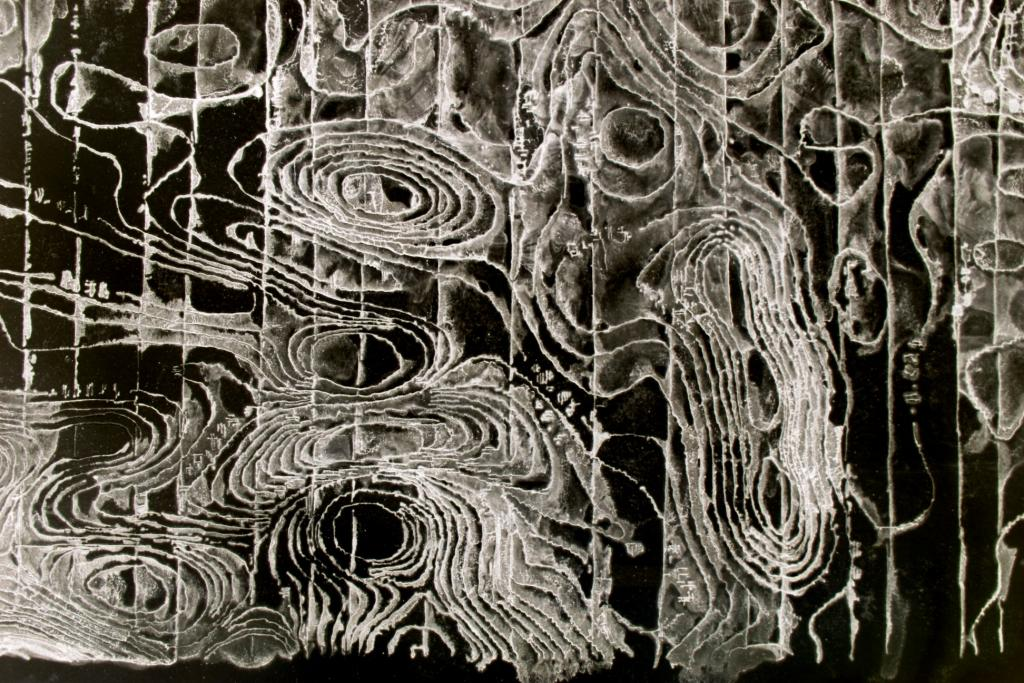
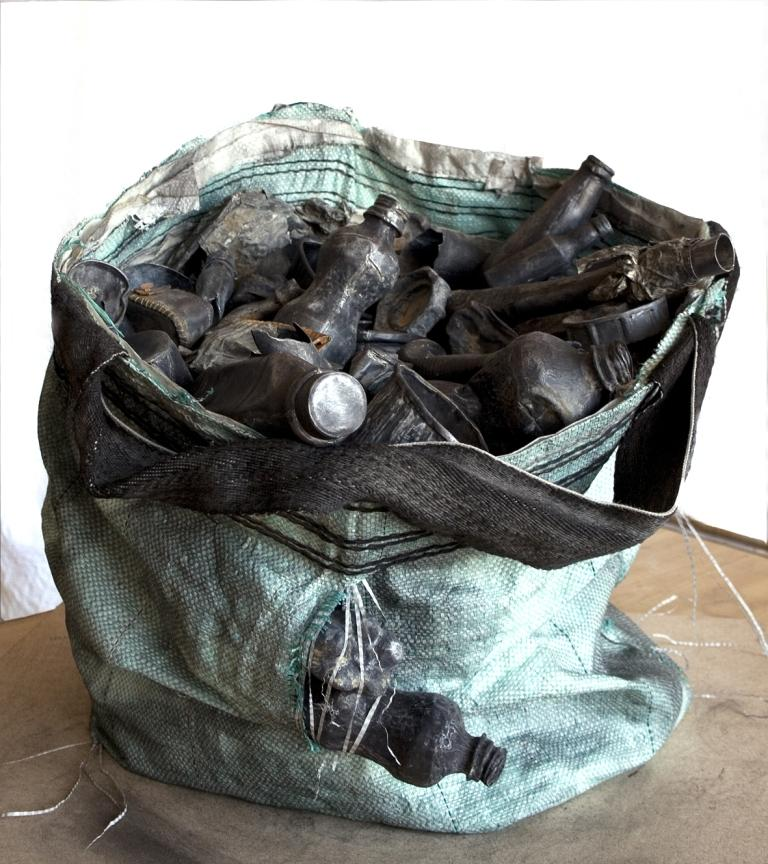
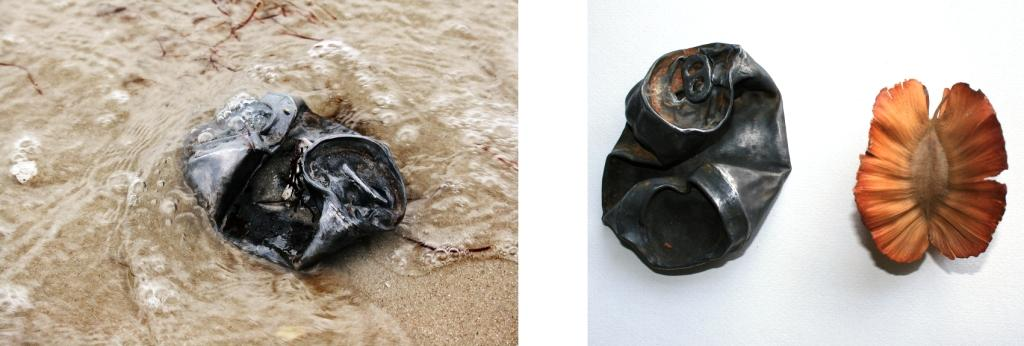
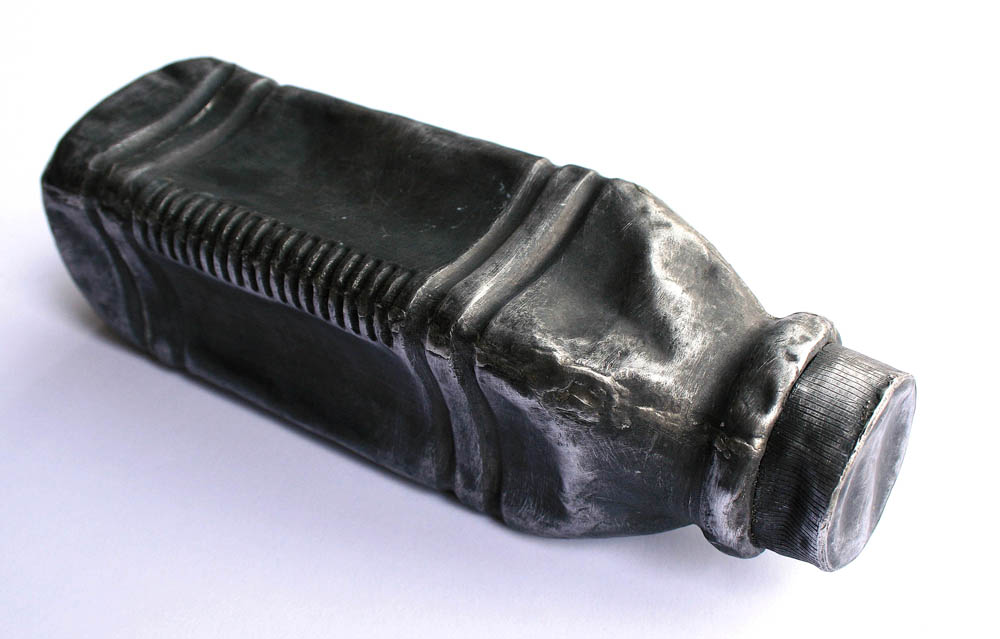
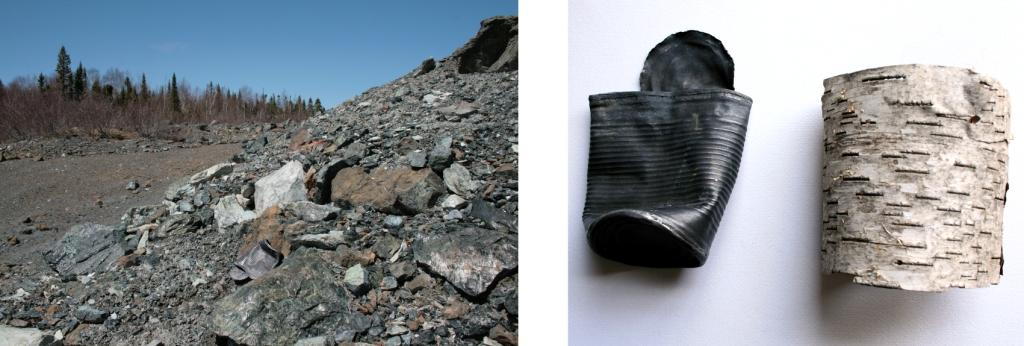
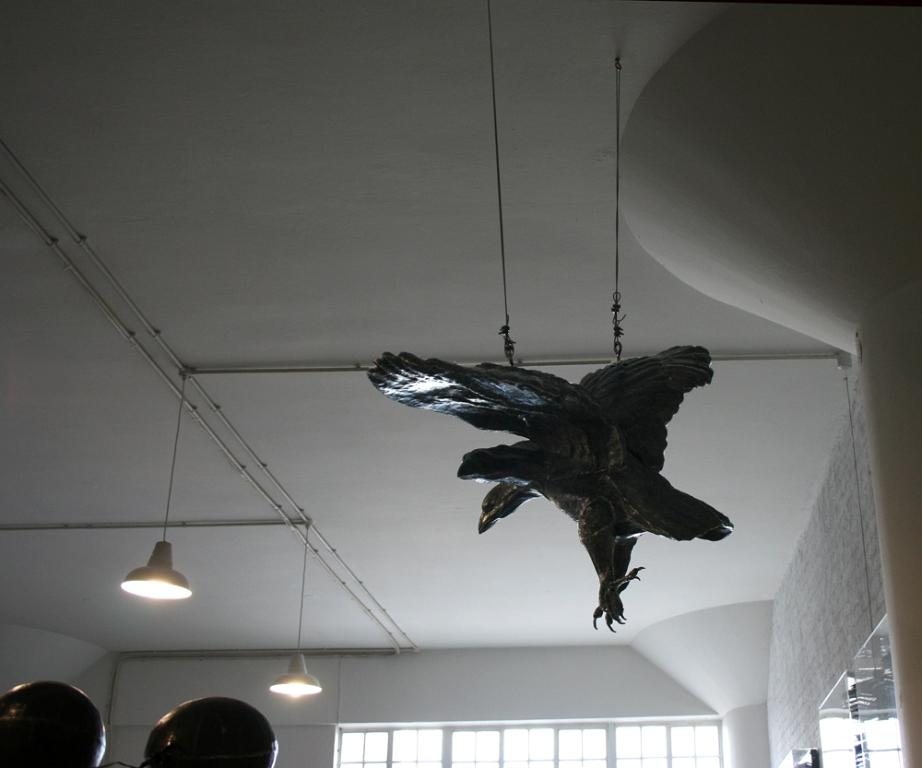
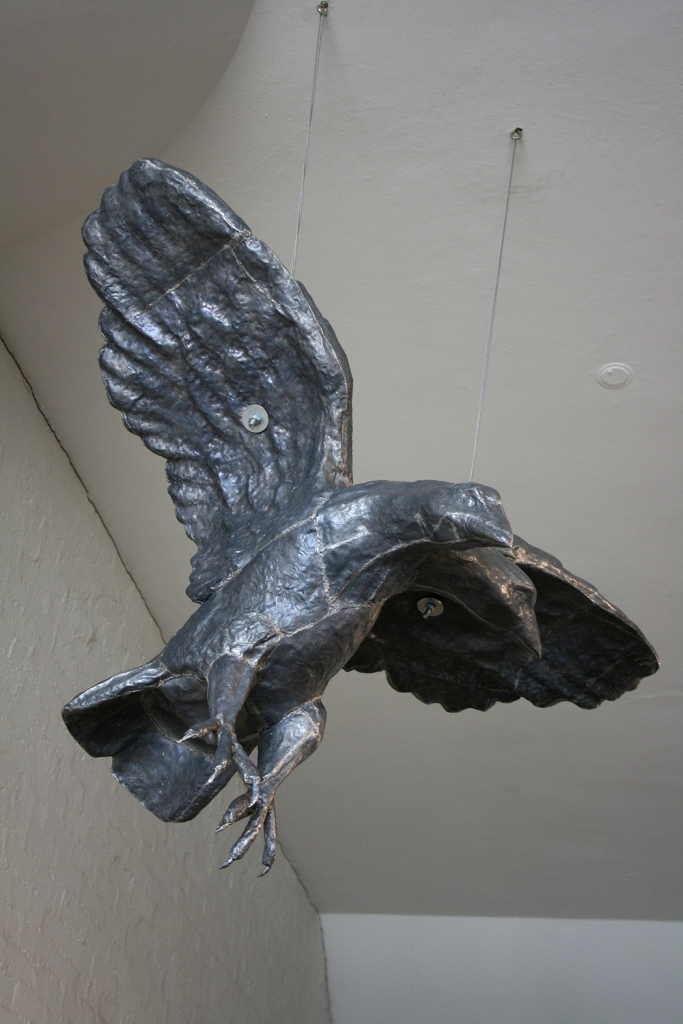
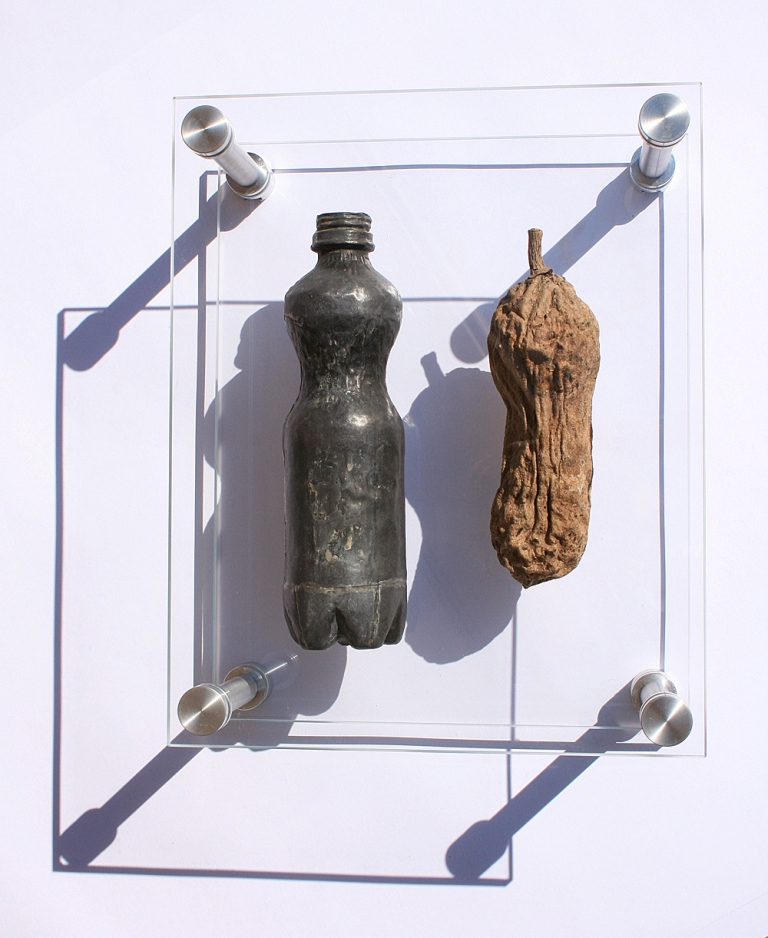
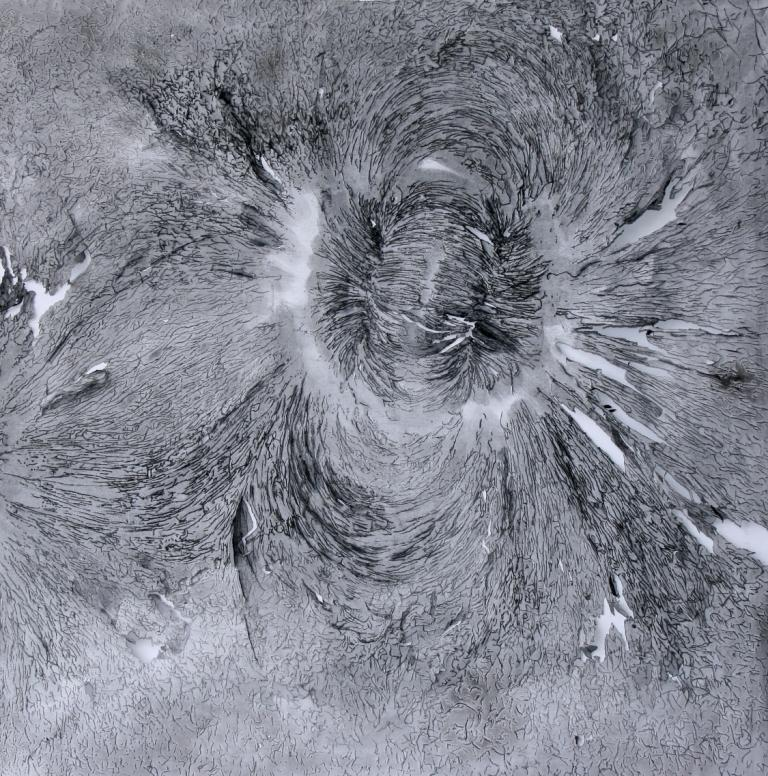
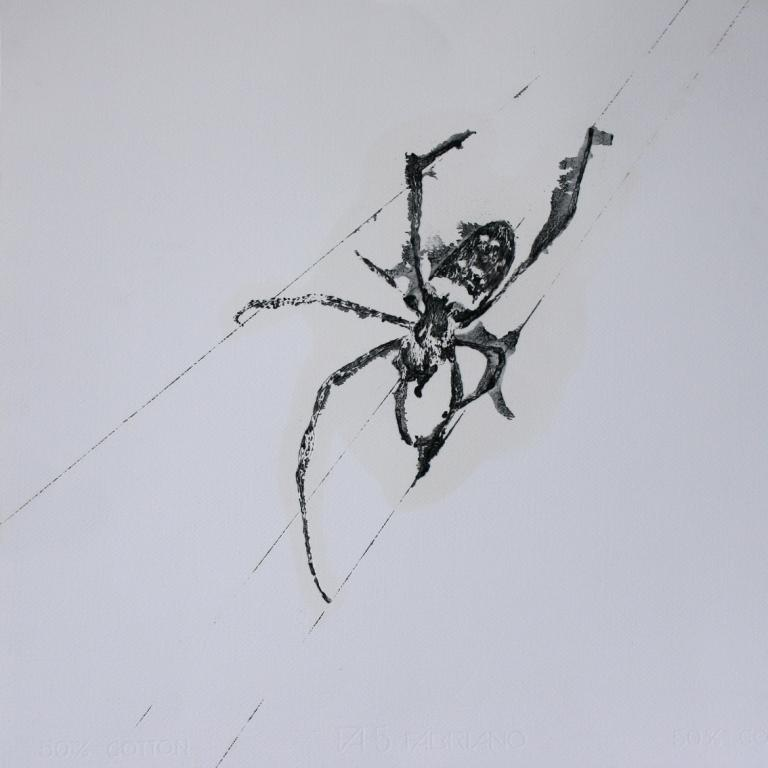
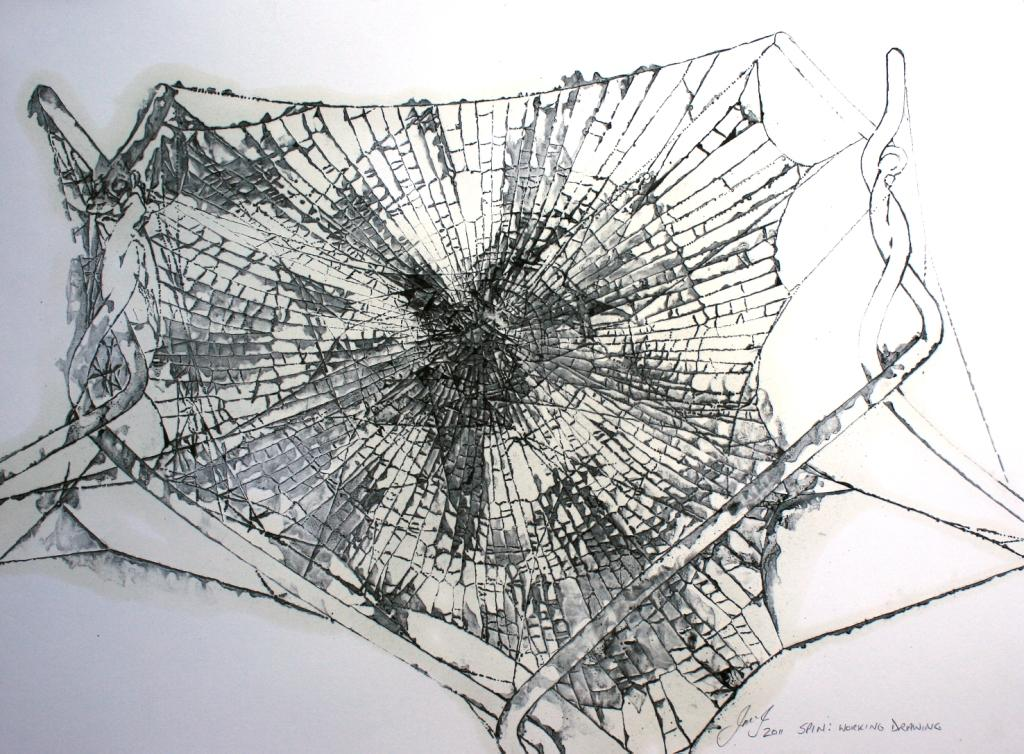
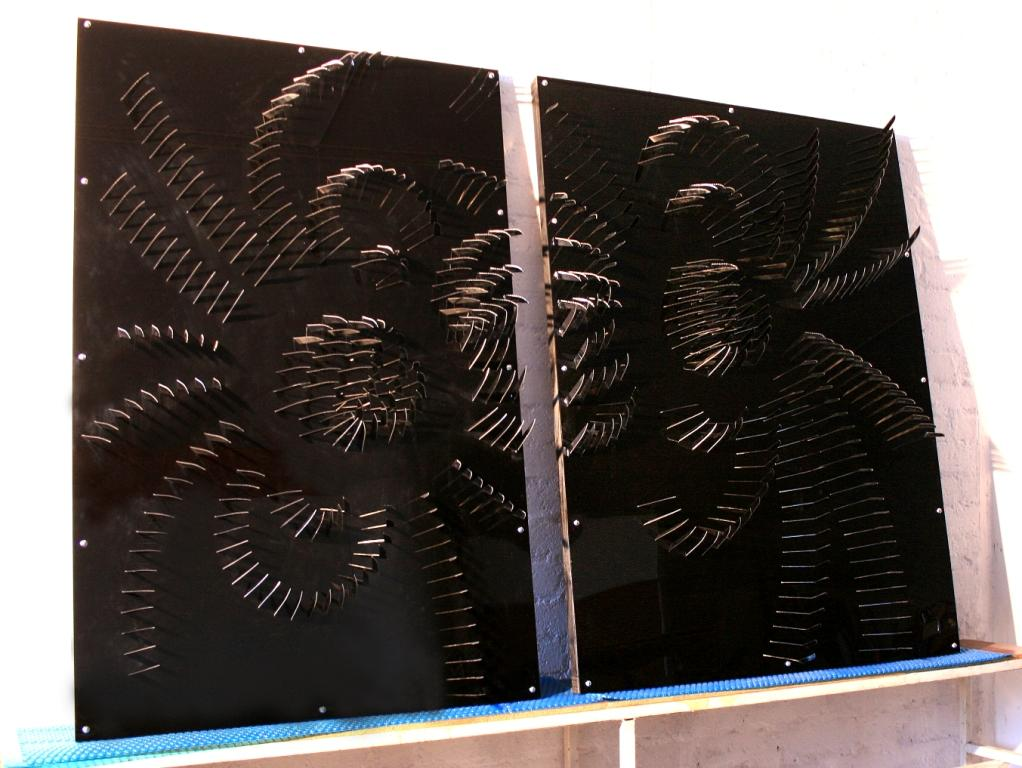
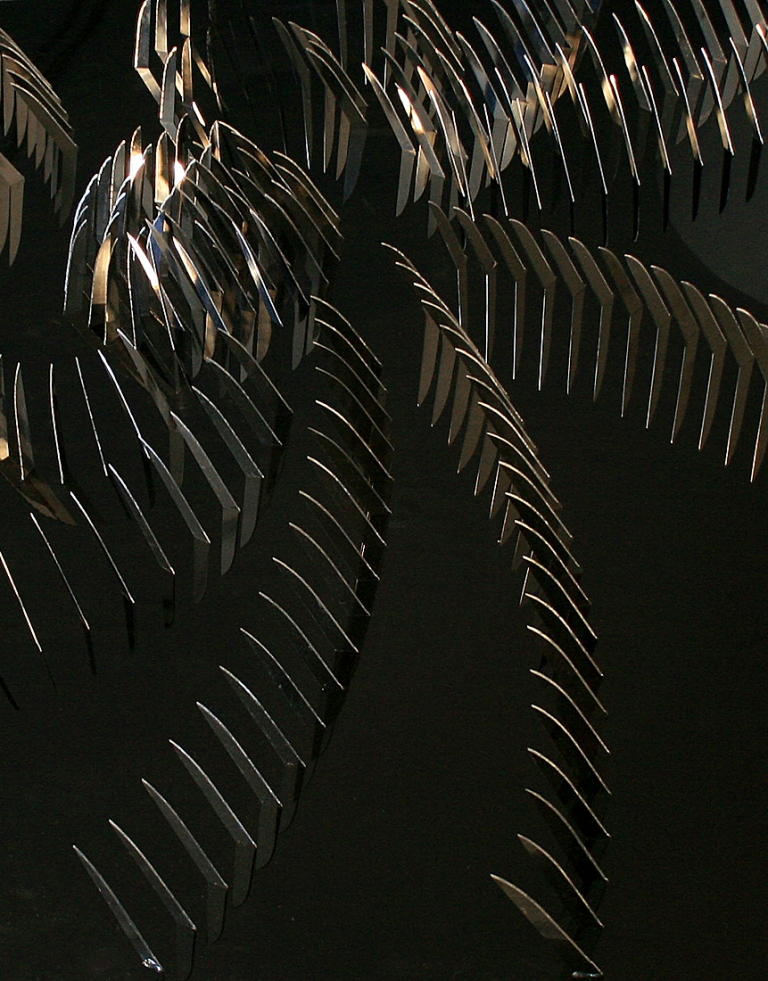